# Bassa California del Sud
La Bassa California del Sud (Baja California Sur) è uno dei 31 stati federati del Messico.
È situata nella parte nord-occidentale del Paese e occupa la parte a sud del 28º parallelo della penisola di Bassa California. È bagnata a ovest e a sud dall'Oceano Pacifico, a est dal mare di Cortés mentre confina a nord con lo stato della Bassa California. Oltre alla capitale, altre città importanti sono Cabo San Lucas, San José del Cabo e Loreto.

## Geografia fisica
Lo Stato si estende su una superficie di 75 675 chilometri quadrati, occupando il 3,8% del territorio nazionale. Nella parte settentrionale si trovano le lagune di San Ignacio e di Ojo de Liebre, siti di riproduzione della balena grigia. Poco lontano si trova il deserto Vizcaíno nel quale si trova la Riserva della biosfera di El Vizcaíno.
Fanno parte della Bassa California del Sud alcune isole dell'Oceano Pacifico (Natividad, Magdalena e Santa Margarita) e alcune nel mare di Cortés: San Marcos, Coronados, Carmen, Monserrat, Santa Catalina, Santa Cruz, San Diego, San José, San Francisco, Partida, Espíritu Santo e Cerralvo.
L'orografia della Bassa California del Sud è costituita da catene montuose che ne formano la spina dorsale:
- Il complesso vulcanico delle Tre Vergini, vicino al confine con lo Stato della Bassa California, che forma la catena meridionale della Sierra de San Borja;
- La Sierra de la Giganta, catena che corre lungo la costa del golfo di California a sud del complesso delle Tre Vergini;
- La Sierra la Laguna, che all'estremità meridionale della Bassa California del Sud forma una catena di montagne isolate che raggiungono i 2406 m;
- La Sierra Vizcaino, altra catena isolata che sporge nel Pacifico tra Punta Eugenia e Punta Abreojos.

I punti più elevati dello Stato sono la Sierra La Laguna, il vulcano Tre Vergini e il Cerro Salsipuedes. 
Le principali risorse dello Stato sono nel turismo, grazie alla grande bellezza del suo ambiente.

## Specie autoctone
| Flora e fauna della Bassa California del Sud |                     |                        |                    |                        |
|                                              |                     |                        |                    |                        |
| Sula leucogaster                             | Felis concolor      | Carcharodon carcharias | Istiophoridae      | Zalophus californianus |
|                                              |                     |                        |                    |                        |
| Callipepla californica                       | Crotalus durissus   | Antilocapra americana  | Coragyps atratus   | Ovis canadensis        |
|                                              |                     |                        |                    |                        |
| Fouquieria columnaris                        | Phoenix dactylifera | Coreopsis gigantea     | Carnegiea gigantea |                        |

## Società

### Evoluzione demografica
Secondo i dati che hanno mostrato il censimento della popolazione e delle abitazioni condotto dall'Istituto Nazionale di Statistica e Geografia (INEGI) nel 2010, lo Stato di Bassa California del Sud ha avuto fino a quell'anno un totale di 937 226 abitanti, di cui 425 433 uomini e 411 593 donne. Il tasso di crescita durante il periodo 2005-2010 è stato del 4,5%.
Abitanti censiti (in migliaia)

### Religione
Percentuali dell'affiliazione religiosa in Bassa California Del Sud:
- Cattolici: 89,0%
- Evangelici e protestanti: 4,0%
- Atei, agnostici e non religiosi: 3,6%
- Altri cristiani: 1,9%
- Altre religioni: 0,2%

Totale cristiani: 94,9%

### Suddivisione amministrativa

Divisione politica dello Stato di Baja California Sur

Lo Stato di Bassa California del Sud è suddiviso in 5 comuni (Municipios)
| Codice INEGI | Comune    | Capoluogo           | Popolazione 2005 | Anno istituzione |
| ------------ | --------- | ------------------- | ---------------- | ---------------- |
| 001          | Comondú   | Ciudad Constitución | 63 830           | 1972             |
| 002          | Mulegé    | Santa Rosalía       | 52 743           | 1972             |
| 003          | La Paz    | La Paz              | 219 596          | 1972             |
| 008          | Los Cabos | San José del Cabo   | 164 162          | 1981             |
| 009          | Loreto    | Loreto              | 11 839           | 1992             |

## Isole
- Isola San José